# Charlie a Kouzelný kuličas
Charlie a kouzelný kuličas je pokračování knihy Jenny Nimmové Charlie a tajuplná truhlička.

## Děj
Henry Tisovec je v roce 1916 poslán do Bludovy Akademie aby bydlel u Gideona Bluda, bratra jeho matky, protože jeho sestra Dafné umírá na tyfus. Když však rozčílí svého bratrance Ezu, je poslán kouzelným kuličasem do roku 2003. Tam potkává Charlieho a ten se snaží někde najít místo kde Henryho uschovat. Charlieho pratety mu mezitím podstrčí fotografii tajemného Skarpa. Ale to už Ezeichel zjišťuje že Henry žije a spolu s Manfredem Bludem se ho vydají hledat. Henry je nakonec dopaden ale Charliem zachráněn a dovezen za svým bratrem Jamesem.